# Oenothera brevispicata
Oenothera brevispicata är en dunörtsväxtart som beskrevs av Hudziok. Oenothera brevispicata ingår i släktet nattljussläktet, och familjen dunörtsväxter. Inga underarter finns listade i Catalogue of Life.